# Faba glabra
Faba glabra is een pissebed uit de familie Cryptoniscidae. De wetenschappelijke naam van de soort is voor het eerst geldig gepubliceerd in 1930 door Nierstrasz & Brender à Brandis.